# Stylatula macphersoni
Stylatula macphersoni is een Pennatulaceasoort uit de familie van de Virgulariidae. De wetenschappelijke naam van de soort is voor het eerst geldig gepubliceerd in 2001 door Lopez Gonzalez, Gili & Williams.